# Ананьева, Наталия Евгеньевна
Ната́лия Евге́ньевна Ана́ньева (род. 10 декабря 1946 года, Москва) — российский лингвист, специалист по полонистике. Доктор филологических наук (2001), профессор филологического факультета МГУ имени М. В. Ломоносова (2004). Автор более 150 научных и научно-методических работ по истории и диалектологии польского языка, славянской морфонологии, историческому и современному глагольному словообразованию, ономастике, а также вопросам преподавания польского языка в русскоязычной среде. Заведует кафедрой славянской филологии филологического факультета МГУ (с 2011 года).

## Биография
Н. Е. Ананьева родилась в 1946 году в Москве. Училась на филологическом факультете МГУ (славянское отделение). После окончания обучения в 1970 году поступила в аспирантуру кафедры славянской филологии (1970—1973). После аспирантуры в 1973—1976 годах Н. Е. Ананьева работала на межфакультетской кафедре славянских языков. Защитила кандидатскую диссертацию в 1975 году («Альтернации в парадигматике существительных польского говора деревни Гайде Игналинского района Литовской ССР», научный руководитель С. Б. Бернштейн).
C 1976 года работает на кафедре славянской филологии филологического факультета МГУ. С 1983 года — доцент, с 2004 года — профессор. Проходила стажировку в 1978—1979 годах под руководством профессора П. Зволиньского в Институте польского языка Варшавского университета, в 1994—1995 годах — стипендиат Фонда Стефана Батория по приглашению Института славистики польской академии наук. Защитила докторскую диссертацию в 2001 году («Префиксальные глаголы в древнепольском языке (XIV—XV вв.) и современных польских диалектах. Опыт семантико-синтаксического анализа». С 2001 года — Член Учёного Совета МГУ. Являлась членом спецсовета по русско-славянскому языкознанию в МГУ, с 2003 года — член Диссертационного совета ВАК при МГУ.

## Научная деятельность
Н. Е. Ананьева является специалистом по истории и диалектологии польского языка (автор учебника — «История и диалектология польского языка»), большое число её работ связано с изучением говоров периферийных польских диалектов. Наряду с М. И. Ермаковой, Т. В. Поповой и С. М. Толстой Н. Е. Ананьева — один из авторов исследования «Славянская морфонология. Субстантивное словоизменение». Соавтор учебника «Польский язык в школе». Работы Н. Е. Ананьевой посвящены также проблемам ономастики, вопросам глагольного словообразования в синхронном и диахроническом аспектах и др. Статьи Н. Е. Ананьевой публикуются в периодических изданиях ПАН и РАН. В 1998, 2003, 2008 и 2013 годах выступала с докладами на XII, XIII, XIV и XV Международных съездах славистов.
Н. Е. Ананьева является членом международной ассоциации польских и зарубежных преподавателей польской культуры и польского языка как иностранного «Бристоль» (1998) и международного объединения по диалектологии и геолингвистике (2000).

## Публикации
1. Попова Т. В., Ананьева Н. Е., Ермакова М. И., Толстая С. М. Славянская морфонология. Субстантивное словоизменение / Отв. ред. Т. В. Попова. — М.: Наука, 1987.
2. Шапкина О. Н., Ананьева Н. Е., Тихомирова В. Я. Польский язык в школе. — М., 1994. — Т. 1—2.
3. Ананьева Н. Е. Проблемы сопоставительного анализа префиксальных глаголов в языках древнего периода (на материале префиксальных глаголов с до-/do- в древнепольском, древнечешском и древнерусском языках) // Сопоставительные исследования грамматики и лексики русского и западнославянских языков / Под ред. А. Г. Широковой. — М.: Изд-во Моск. ун-та, 1998. — С. 229—325. — ISBN 5-211-03996-3.
4. Ананьева Н. Е. История и диалектология польского языка. — 3-е изд., испр. — М.: Книжный дом «Либроком», 2009. — 304 с. — ISBN 978-5-397-00628-6.

## Награды
- Медаль «В память 850-летия Москвы» (1997)
- Кавалерский крест Ордена Заслуг перед Республикой Польша (1999)
- Медаль Комиссии Народного образования (Польша) (2003)
- Юбилейный нагрудный знак «250 лет МГУ им. М. В. Ломоносова» (2004)